# 高麗族
高麗族（俄语：Корё-сарам；：／），又称高丽人（：／），有時亦稱中亚朝鲜族、前苏联高丽人等，是對定居在前蘇聯地區之朝鲜民族之統稱。他们被斯大林政府于1937年强制迁移至中亚地区，主要居住在烏茲別克和哈薩克。在斯大林时期，他们不被允许离开中亚地区，不能参军，必须参与强制劳动，直至赫鲁晓夫政府时期被平反。多数高丽人講俄语。

## 历史
19世纪初朝鲜王朝开始衰落。少数富裕的兩班地主拥有该国的农田，贫穷的农民则难以生存。许多农民为了寻找更好的生存条件，开始向朝鲜半岛的北方迁移。
一部分朝鲜人迁移到了大清帝国境内，他们定居的土地在1860年的《北京条约》中被割让给了俄罗斯帝国，这些人成为了俄罗斯帝国的第一批朝鲜人，总计761个家庭5310人。到了1869年，朝鲜人占滨海边疆区人口的20%。在1904年西伯利亞鐵路建成之前，朝鲜民族裔在俄罗斯远东的数量超过了俄罗斯族裔。1897年俄罗斯帝国人口普查显示整个其境内共有26,005名朝鲜人（16,225名男性和9,780名女性）。
在20世纪初，俄罗斯和朝鲜都与日本发生了冲突。1907年日俄战争结束后，作为战败方的俄罗斯在日本的授意下颁布了反朝鲜法，根据该法，朝鲜农民的土地被没收，朝鲜劳工被解雇。然而，俄境内的朝鲜移民数量继续增长；1914年的数字显示俄罗斯帝国境内共有64309名朝鲜人（其中20109人已经成为俄公民）。1910年，日韓合併，朝鮮成为了大日本帝國的外地，1919年，日屬朝鲜的三一運動遭镇压后，俄境内的朝鲜移民数量急剧增长。到了1923年，苏联的朝鲜人口已增加到106,817。次年，苏联开始采取措施控制朝鲜人口向其境内流动；1931年后，苏联停止接纳任何来自朝鲜的移民，并要求现有移民归化为苏联公民。
苏联远东地区的官员对朝鲜人与当时大日本帝国的关系持怀疑态度，根据苏联内务人民委员会关于日本人有可能通过朝鲜族间谍渗透到俄罗斯远东地区的报告，约瑟夫·斯大林和维亚切斯拉夫·莫洛托夫于在1937年8月21日签署了第1428-326号关于将朝鲜人从远东边境地区流放的决议。在当年的10月25日，36442个朝鲜家庭的171,781人被流放到了苏联的中亚地区。 被流放的朝鲜人在中亚面临困难的生活条件：政府承诺的货币援助从未兑现，此外，大多数被流放者者是稻农和渔民，他们难以适应新家园的干旱气候。根据人口统计资料，1937年和1938年有4万名被流放的朝鲜人因上述原因死亡。被流放者形成了一种凝聚力，他们合力建造了灌溉工程并开始种植水稻(與周圍的游牧民族沒有往來)。 在苏联朝鲜民族儿童的学校里，政府在1939年将俄语作为主要教学语言，并将朝鮮語从教学语言改为第二语言教授。不过从1945年起，当地完全停止了朝鮮語的教学(唯一的韓語出版物是《列寧吉志》（現稱為《高麗日報》）。因此，后来的几代人都失去了使用朝鲜语的机会。现在绝大多数生活在中亚地区的朝鲜人已经完全不会说朝鲜语和書寫韓文，他们虽然保留了自己的姓，但使用俄罗斯的名字。
由於經濟或文化原因，大量高麗族暫時或永久移居韓國。俄烏戰爭，尤其是2022年俄羅斯入侵烏克蘭，促使數千名高麗族裔烏克蘭人移居韓國尋求安全。現在南韓最大的高麗族定居點在安山市、光州廣域市和仁川。

## 著名的高麗人
- 金炳華-擔任拍攝朝鮮族集體農莊影片的導演30年，獲得兩次社會主義勞動英雄勳章。[6]
- 亞歷山大·閔-唯一受封為蘇聯英雄的朝鮮族人。
- 金萬三-在克孜勒奧爾達的朝鮮族稻農。成名於1943年、在兩公頃場地收穫15600千克大米而成為世界紀錄，並且讓克孜勒奧爾達因為這件事而舉世聞名。
- 喬治·費奧多羅維奇·金-韓國近代歷史權威，曾擔任院長並領導朝鮮、蒙古以及越南的東方科學研究院直到1985年。[6]
- Kim Fedor Zinov’evich-畢業於中亞大學 (現烏茲別克國立大學（英语：Central Asian State University）)，曾任教於東方學的莫斯科研究所，是一個東方及科學研究所學者。[6]
- 娜莉·金-前蘇聯國家隊體操員，在1976年夏季奧林匹克運動會以及1980年夏季奧林匹克運動會分別獲得五項金牌以及一枚銀牌。娜莉·金也是奧運史上第一位在跳馬以及自由體操項目奪得滿分10分的女性運動員。[6]
- 楊景鍾-第二次世界大戰中，曾服役於大日本帝國陸軍、蘇聯紅軍以及德意志國防軍。
- 維克多·崔-前蘇聯音樂家及歌手。
- 弗拉迪米爾·金-弗拉迪米爾·謝爾蓋耶維奇·金-哈薩克斯坦高麗人出身的商人和億萬富豪
- 亚历山大·申—烏克蘭政治家，2010-2015年間為扎波罗热市長。
- 維塔利·金—烏克蘭政治家，現任尼古拉耶夫州州長。

### 引用
1. 1 2 3 4 5 6 7  Ki 2002
2. 1 2  民間全民電視公司. . 民視新聞網. 2019-04-26  [2022-07-16] （中文（繁體））.
3. ↑  손문정. . 韩联社（韩国联合通讯社）. 2021-08-17  [2022-07-16]. （原始内容存档于2022-07-16） （中文）.
4. 1 2 3 4  杨束芳; 侯艾君. . 中青在线. 2009-06-02  [2022-07-15]. （原始内容存档于2016-10-18）.
5. ↑  . 韩民族日报.   [2022-07-16].
6. 1 2 3 4  Suh, Dae Sook, Koreans in the Soviet Union. Honolulu, HI: Center for Korean Studies and the Soviet-Asian Region Program of the University of Hawaii, 1987. pg.79-82

## 外部連結
- （俄文）  （页面存档备份，存于）
- （俄文） Association of Scientific and Technological Societies Koreans (ANTOK)
- （俄文） CIS Koreans Information Web-Site of ARIRANG.RU （页面存档备份，存于）
- （俄文） Lib.Ru: the Koreans （页面存档备份，存于）
- （俄文） Tashkent Representation of the Institute of Asian Culture and Development (TP IAKR) （页面存档备份，存于） — an Association of Koreans in Karakalpakstan.
- International Center for Korean Studies of Lomonosov Moscow State University[永久]
- Korean Scientific and Engineering Society (KAHAK)
- Koryo Saram: the Unreliable People (documentary film) （页面存档备份，存于）
- Koryo Saram Resource of the Central Asian Fulbright Project